# Station Ville-Pommerœul
Station Ville-Pommeroeul is een spoorwegstation langs spoorlijn 78 (Doornik - Saint-Ghislain) in Ville-Pommerœul, een deelgemeente van Bernissart. Het is nu een stopplaats.

## Treindienst
| Serie       | Treinsoort          | Route                                                  | Bijzonderheden                                            |
| ----------- | ------------------- | ------------------------------------------------------ | --------------------------------------------------------- |
| P 7560/8560 | Piekuurtrein (NMBS) | Bergen – [ Quiévrain ] / [ Ville-Pommerœul – Doornik ] | Rijdt alleen op werkdagen.                                |
| P 7580/8580 | Piekuurtrein (NMBS) | Aat – Bergen – Ville-Pommerœul – Doornik               | Rijdt alleen op werkdagen. Een trein verder naar Doornik. |
| P 7860/8860 | Piekuurtrein (NMBS) | Bergen – [ Quiévrain ] / [ Ville-Pommerœul – Doornik ] | Rijdt alleen op werkdagen.                                |

## Reizigerstellingen
De grafiek en tabel geven het gemiddeld aantal instappende reizigers weer op een week-, zater- en zondag.
| Tabel: aantal instappende reizigers station Ville-Pommeroeul | Tabel: aantal instappende reizigers station Ville-Pommeroeul | Tabel: aantal instappende reizigers station Ville-Pommeroeul | Tabel: aantal instappende reizigers station Ville-Pommeroeul |
|                                                              | Weekdag                                                      | Zaterdag                                                     | Zondag                                                       |
| ------------------------------------------------------------ | ------------------------------------------------------------ | ------------------------------------------------------------ | ------------------------------------------------------------ |
| 1977                                                         | 211                                                          | 37                                                           | 21                                                           |
| 1978                                                         | 202                                                          | 47                                                           | 15                                                           |
| 1979                                                         | 187                                                          | 30                                                           | 12                                                           |
| 1980                                                         | 162                                                          | 28                                                           | 24                                                           |
| 1981                                                         | 139                                                          | 17                                                           | 11                                                           |
| 1982                                                         | 169                                                          | 44                                                           | 38                                                           |
| 1983                                                         | 185                                                          | 54                                                           | 39                                                           |
| 1984                                                         | 66                                                           | 4                                                            | -                                                            |
| 1985                                                         | 74                                                           | 3                                                            | -                                                            |
| 1986                                                         | 55                                                           | -                                                            | -                                                            |
| 1987                                                         | 61                                                           | -                                                            | -                                                            |
| 1988                                                         | 48                                                           | 3                                                            | 2                                                            |
| 1989                                                         | 46                                                           | -                                                            | -                                                            |
| 1990                                                         | 49                                                           | -                                                            | -                                                            |
| 1991                                                         | 46                                                           | -                                                            | -                                                            |
| 1992                                                         | 47                                                           | -                                                            | -                                                            |
| 1993                                                         | 22                                                           | -                                                            | -                                                            |
| 1994                                                         | 38                                                           | -                                                            | -                                                            |
| 1995                                                         | 32                                                           | -                                                            | -                                                            |
| 1996                                                         | 44                                                           | -                                                            | -                                                            |
| 1997                                                         | 39                                                           | -                                                            | -                                                            |
| 1998                                                         | 51                                                           | -                                                            | -                                                            |
| 1999                                                         | 32                                                           | -                                                            | -                                                            |
| 2000                                                         | 46                                                           | -                                                            | -                                                            |
| 2001                                                         | 47                                                           | -                                                            | -                                                            |
| 2002                                                         | 44                                                           | -                                                            | -                                                            |
| 2003                                                         | 41                                                           | -                                                            | -                                                            |
| 2004                                                         | 39                                                           | -                                                            | -                                                            |
| 2005                                                         | 68                                                           | -                                                            | -                                                            |
| 2006                                                         | 37                                                           | -                                                            | -                                                            |
| 2007                                                         | 48                                                           | -                                                            | -                                                            |
| 2008                                                         | -                                                            | -                                                            | -                                                            |
| 2009                                                         | 52                                                           | -                                                            | -                                                            |
| 2010                                                         | -                                                            | -                                                            | -                                                            |
| 2011                                                         | -                                                            | -                                                            | -                                                            |
| 2012                                                         | 42                                                           | -                                                            | -                                                            |
| 2013                                                         | 38                                                           | -                                                            | -                                                            |
| 2014                                                         | 27                                                           | -                                                            | -                                                            |
| 2015                                                         | 37                                                           | -                                                            | -                                                            |
| 2016                                                         | 21                                                           | -                                                            | -                                                            |
| 2017                                                         | 23                                                           | -                                                            | -                                                            |
| 2018                                                         | 27                                                           | -                                                            | -                                                            |
| 2019                                                         | 28                                                           | -                                                            | -                                                            |
| 2020                                                         | 12                                                           | -                                                            | -                                                            |
| 2021                                                         | -                                                            | -                                                            | -                                                            |
| 2022                                                         | 20                                                           | -                                                            | -                                                            |
| 2023                                                         | 27                                                           | -                                                            | -                                                            |
| 2024                                                         | 23                                                           | -                                                            | -                                                            |

0,0: Saint-Ghislain ·
2,6: Boussu-Haine ·
4,6: Hautrage ·
8,4: Ville-Pommerœul ·
11,1: Harchies ·
14,6: Blaton ·
16,5: Basècles-Groeven ·
20,3: Péruwelz ·
25,3: Callenelle ·
28,5: Maubray ·
32,5: Antoing ·
35,2: Vaulx ·
39,0: Doornik